# Mona El Tannir
Mona El Tannir ist eine libanesische Diplomatin.

## Werdegang
El Tannir war von 2014 bis 2017 libanesische Botschafterin in Pakistan.
2018 wurde El Tannir libanesische Botschafterin in Jakarta, mit Akkreditierung für Indonesien und Osttimor und als erste libanesische Botschafterin für die ASEAN. Ihr Beglaubigungsschreiben für Indonesien übergab sie am 17. Januar 2018 und für die ASEAN am 3. September 2018.

## Sonstiges
El Tannir ist verheiratet mit Muhieddine El Tannir.